# Olympische Sommerspiele 1964/Teilnehmer (Luxemburg)
| Gelbes Symbol für Goldmedaillen mit stilisierten Olympischen Ringen | Graues Symbol für Silbermedaillen mit stilisierten Olympischen Ringen | Braundes Symbol für Bronzemedaillen mit stilisierten Olympischen Ringen |
| ------------------------------------------------------------------- | --------------------------------------------------------------------- | ----------------------------------------------------------------------- |
| —                                                                   | —                                                                     | —                                                                       |

Luxemburg nahm an den Olympischen Sommerspielen 1964 in der japanischen Hauptstadt Tokio mit einer Delegation von zwölf Sportlern, zehn Männer und zwei Frauen, teil.

## Teilnehmer nach Sportarten

### Fechten
- Colette Flesch
Frauen, Florett, Einzel: 1. Runde

- Ginette Rossini
Frauen, Florett, Einzel: Viertelfinale

### Leichtathletik
- Jean Aniset
Marathon: 34. Platz

- Michel Médinger
800 Meter: Vorläufe
1500 Meter: Vorläufe

- Charles Sowa
20 Kilometer Gehen: 16. Platz
50 Kilometer Gehen: 9. Platz

### Radsport
- Johny Schleck
Straßenrennen: 19. Platz

- Edy Schütz
Straßenrennen: 96. Platz

### Ringen
- Raymond Schummer
Mittelgewicht (Klasse bis 85 Kilogramm), griechisch-römischer Stil: 2. Runde

### Schießen
- Victor Kremer
Kleinkaliber Dreistellungskampf: 39. Platz
Kleinkaliber liegend: 45. Platz

### Schwimmen
- Georges Welbes
100 Meter Freistil: Vorläufe

### Turnen
- Ady Stefanetti
Einzelmehrkampf: 97. Platz
Barren: 94. Platz in der Qualifikation
Bodenturnen: 91. Platz in der Qualifikation
Pferdsprung: 54. Platz in der Qualifikation
Reck: 94. Platz in der Qualifikation
Ringe: 38. Platz in der Qualifikation
Seitpferd: 114. Platz in der Qualifikation

- Josy Stoffel
Einzelmehrkampf: 104. Platz
Barren: 28. Platz in der Qualifikation
Bodenturnen: 126. Platz in der Qualifikation
Pferdsprung: 54. Platz in der Qualifikation
Reck: 63. Platz in der Qualifikation
Ringe: 65. Platz in der Qualifikation
Seitpferd: 45. Platz in der Qualifikation